# Grand Prix automobile du Japon 2000
GP précédent GP suivant
Le Grand Prix automobile du Japon 2000 (2000 Fuji Television Japanese Grand Prix). disputé sur le circuit de Suzuka le 8 octobre 2000, est la 662e épreuve du championnat du monde de Formule 1 courue depuis 1950 et la seizième manche du championnat 2000.

## Classement
| Pos. | No | Pilote                | Écurie             | Tours | Temps/Abandon                      | Grille | Points |
| ---- | -- | --------------------- | ------------------ | ----- | ---------------------------------- | ------ | ------ |
| 1    | 3  | Michael Schumacher    | Ferrari            | 53    | 1 h 29 min 53 s 435 (207,447 km/h) | 1      | 10     |
| 2    | 1  | Mika Häkkinen         | McLaren-Mercedes   | 53    | + 1 s 837                          | 2      | 6      |
| 3    | 2  | David Coulthard       | McLaren-Mercedes   | 53    | + 1 min 09 s 914                   | 3      | 4      |
| 4    | 4  | Rubens Barrichello    | Ferrari            | 53    | + 1 min 19 s 191                   | 4      | 3      |
| 5    | 10 | Jenson Button         | Williams-BMW       | 53    | + 1 min 25 s 694                   | 5      | 2      |
| 6    | 22 | Jacques Villeneuve    | BAR-Honda          | 52    | + 1 tour                           | 9      | 1      |
| 7    | 8  | Johnny Herbert        | Jaguar-Ford        | 52    | + 1 tour                           | 10     |        |
| 8    | 7  | Eddie Irvine          | Jaguar-Ford        | 52    | + 1 tour                           | 7      |        |
| 9    | 23 | Ricardo Zonta         | BAR-Honda          | 52    | + 1 tour                           | 18     |        |
| 10   | 17 | Mika Salo             | Sauber-Petronas    | 52    | + 1 tour                           | 19     |        |
| 11   | 16 | Pedro Diniz           | Sauber-Petronas    | 52    | + 1 tour                           | 20     |        |
| 12   | 18 | Pedro de la Rosa      | Arrows-Supertec    | 52    | + 1 tour                           | 13     |        |
| 13   | 6  | Jarno Trulli          | Jordan-Mugen-Honda | 52    | + 1 tour                           | 15     |        |
| 14   | 11 | Giancarlo Fisichella  | Benetton-Playlife  | 52    | + 1 tour                           | 12     |        |
| 15   | 21 | Gaston Mazzacane      | Minardi-Fondmetal  | 51    | + 2 tours                          | 22     |        |
| Abd. | 20 | Marc Gené             | Minardi-Fondmetal  | 46    | Moteur                             | 21     |        |
| Abd. | 9  | Ralf Schumacher       | Williams-BMW       | 41    | Sortie de piste                    | 6      |        |
| Abd. | 15 | Nick Heidfeld         | Prost-Peugeot      | 41    | Suspension                         | 16     |        |
| Abd. | 12 | Alexander Wurz        | Benetton-Playlife  | 37    | Sortie de piste                    | 11     |        |
| Abd. | 5  | Heinz-Harald Frentzen | Jordan-Mugen-Honda | 29    | Panne hydraulique                  | 8      |        |
| Abd. | 14 | Jean Alesi            | Prost-Peugeot      | 19    | Moteur                             | 17     |        |
| Abd. | 19 | Jos Verstappen        | Arrows-Supertec    | 9     | Panne électrique                   | 14     |        |

## Pole position et record du tour
- Pole position : Michael Schumacher en 1 min 35 s 825 (vitesse moyenne : 220,302 km/h).
- Meilleur tour en course : Mika Häkkinen en 1 min 39 s 189 au 26e tour (212,830 km/h).

## Tours en tête
- Mika Häkkinen : 33 (1-21 / 25-36)
- Michael Schumacher : 19 (22-23 / 37-53)
- David Coulthard : 1 (24)

## Statistiques
- 43e victoire pour Michael Schumacher qui conquiert son troisième titre mondial avec 12 points d'avance sur son rival Mika Häkkinen avant la dernière course du championnat.
- 134e victoire pour Ferrari en tant que constructeur.
- 134e victoire pour Ferrari en tant que motoriste.